# Fadil Vokrri
Fadil Vokrri (Podujevo,  23 de junho de 1960 - França, 9 de junho de 2018) foi um futebolista albanês-kosovar nos anos 1980.

## Carreira
Desde 1990 a 1992 jogou para o Fenerbahçe de Turquia. Depois de finalizar sua carreira como futebolista, se mudou para França para se converter em diretor técnico. Fadil era presidente do KF Prishtina e da Federação de Futebol de Kosovo.

### Morte
Morreu em 6 de junho de 2018, aos 57 anos, de um infarto agudo do miocárdio.